# Oxymonacanthus
Az Oxymonacanthus a sugarasúszójú halak (Actinopterygii) osztályának a gömbhalalakúak (Tetraodontiformes) rendjébe, ezen belül a vérteshalfélék (Monacanthidae) családjába tartozó nem.

## Előfordulásuk
Az Oxymonacanthus-fajok az Indiai-óceánban és a Csendes-óceán nyugati felén fordulnak elő.

## Rendszerezés
A nembe az alábbi 2 faj tartozik:
- Oxymonacanthus halli Marshall, 1952
- Oxymonacanthus longirostris (Bloch & Schneider, 1801)